# 텐서플로
텐서플로(TensorFlow) 또는 텐서플로우는 다양한 작업에 대해 데이터 흐름 프로그래밍을 위한 오픈소스 소프트웨어 라이브러리이다. 심볼릭 수학 라이브러리이자, 인공 신경망같은 기계 학습 응용프로그램 및 딥러닝(deep Learning)에도 사용된다. 이것은 구글내 연구와 제품개발을 위한 목적으로 구글 브레인팀이 만들었고 2015년 11월 9일 아파치 2.0 오픈 소스 라이선스로 공개되었다.

## 역사

### 디스트빌리프
2011년부터 구글 브레인 팀은 첫 머신러닝 시스템으로 디스트빌리프(DistBelief)를 만들었다. 구글에 있는 50개가 넘는 팀과 모회사 알파벳에서 검색, 음성검색, 광고, 구글 포토, 구글 맵스, 스트리트뷰, 번역, 유튜브 등 같은 실제 서비스에 디스트빌리프의 딥 러닝 인공 신경망이 적용되었다.

### 텐서플로
텐서플로는 2015년에 오픈 소스로 공개된 구글 브레인 팀의 두 번째 머신 러닝 시스템이다. 텐서플로(TensorFlow)는 안드로이드와 iOS같은 모바일 환경은 물론 64비트 리눅스, macOS의 데스크탑이나 서버 시스템의 여러개의 CPU와 GPU에서 (GPU에서 일반 연산을 수행하게 하는 CUDA 확장기능을 사용) 구동될 수 있다. 텐서플로 연산은 상태를 가지는 데이터 흐름(stateful dataflow) 유향 그래프로 표현된다. 구글에 있는 많은 팀이 연구와 제품 개발을 위해 디스트빌리프에서 텐서플로로 이전했다.

## 특징
텐서플로는 파이썬 API를 제공하며 문서화가 약간 부족하지만 C/C++ API 도 제공한다.

## 같이 보기
- 케라스